# Kao Corporation
Kao Corporation (花王株式会社 Kaō Kabushiki-gaisha?) es una empresa multinacional japonesa de química y productos de higiene personal con sede en Nihonbashi-Kayabacho, Chūō, Tokio, Japón.

## Historia
Kao fue fundada en 1882 por Tomiro Nagase como fabricante de jabón de tocador doméstico. Hasta 1954 eran conocidos como Kao Soap Company (花王石鹸株式会社?), y finalmente en 1985 a Kao Corporation.